# Grallaria dignissima
Pita-formigueira-do-napo ou torom-do-napo (Grallaria dignissima) é uma espécie de ave da família Formicariidae.
Pode ser encontrada nos seguintes países: Colômbia, Equador e Peru.
Os seus habitats naturais são: florestas subtropicais ou tropicais húmidas de baixa altitude.